# Fred Luke
Fred Luke (eigentlich Frederick Allen Luke; * 12. November 1946 in Bellingham, Washington) ist ein ehemaliger US-amerikanischer Speerwerfer.
Bei den Olympischen Spielen 1972 in München wurde er Achter.
1972 und 1976 (mit seiner persönlichen Bestweite von 85,54 m) wurde er US-Meister.